# Wiener Schubertbund

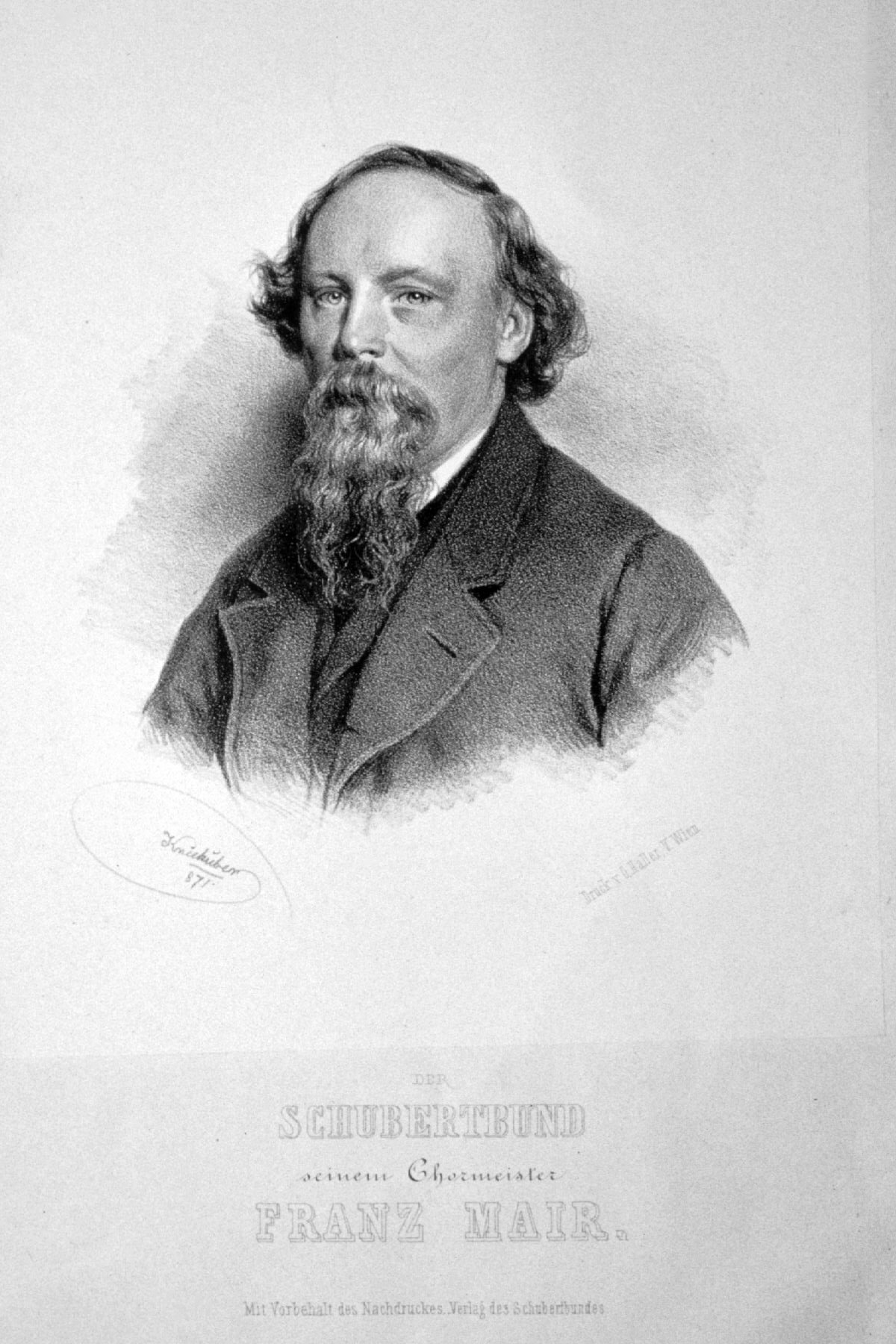
Franz Mair, fondateur du chœur

Le Wiener Schubertbund est un chœur d'hommes autrichien fondé en 1863 par Franz Mair, regroupant 50 choristes. Depuis 1918, il est en résidence au Konzerthaus de Vienne. Depuis 2001, Fritz Brückner en assure la direction.

## Directeurs
Le Wiener Schubertbund a été dirigé par de nombreuses personnalités, parmi lesquelles Franz Grillparzer, Anton Bruckner, Peter Rosegger, Hans Wagner-Schönkirch, Wilhelm Kienzl, Richard Strauss, Ignaz Seipel, Karl Seitz, Helmut Zilk, Franz Lehár, Julius Patzak, Ferdinand Rebay, Reinhold Schmid et Hans Gillesberger

## Littérature
- Felix Czeike: Historisches Lexikon Wien, Vol. 5. Kremayr & Scheriau, Vienne 1997,  (ISBN 3-218-00547-7), S. 152.